# Рябиновка (Борковская волость)
Рябиновка — деревня в Великолукском районе Псковской области России. Входит в состав сельского поселения «Борковская волость».
Расположена на юго-западе района, между реками Балаздынь и Ловать, в 45 км к юго-западу от центра города Великие Луки и в 3 км к северо-востоку от волостного центра деревни Борки.

## Население
Численность населения деревни по оценке на 2000 год составляла 4 человека.